# Arthur Ochs Sulzberger
Arthur Ochs „Punch“ Sulzberger, oft auch Arthur Ochs Sulzberger Sr. genannt (* 5. Februar 1926 in New York City; † 29. September 2012 in Southampton, Long Island), war ein US-amerikanischer Verleger. Er war von 1963 bis 1992 Herausgeber der Tageszeitung The New York Times.

## Familie
Arthur Ochs Sulzberger war der Sohn von Arthur Hays Sulzberger (1891–1968) und dessen Frau Iphigene Ochs Sulzberger (1892–1990). Sein Vater war von 1935 bis 1957 Herausgeber der New York Times. Arthur Ochs Sulzbergers Großvater mütterlicherseits war Adolph Ochs (1858–1935), der die Zeitung 1896 gekauft und in den folgenden Jahrzehnten aufgebaut hatte.
Sulzberger war von 1948 bis 1956 mit Barbara Winslow Grant verheiratet, aus der Ehe gingen zwei Kinder hervor, Arthur Ochs Sulzberger Jr. (* 1951) und Karen A. Sulzberger (* 1952). Ein weiterer Sohn stammt aus einer kurzen Beziehung mit einer Journalistin. 1956 heiratete Sulzberger Carol Fox Fuhrman, deren Tochter Cathy (* 1949) er adoptierte und mit der er eine weitere Tochter, Cynthia (* 1964), hatte. Nach dem Tod von Carol Sulzberger 1995 heiratete er 1996 Allison S. Cowles, die Witwe des Verlegers William H. Cowles III.

## Leben
Als Angehöriger des United States Marine Corps nahm Sulzberger ab 1944 am Pazifikkrieg teil, 1946 wurde er als Corporal entlassen. Er studierte bis 1951 an der Columbia University, wo er einen Bachelor in Geschichte und Englisch erwarb. Von 1951 bis 1952 nahm er als public information officer am Korea-Krieg teil. Von 1954 bis 1955 absolvierte er eine Ausbildung in der Redaktion des Milwaukee Journals. Es folgten Stationen bei der New York Times, darunter in den Auslandsbüros London, Paris und Rom.
Nach dem Tod seines Schwagers Orvil Dryfoos wurde Sulzberger 1963 Verleger der New York Times. Unter seiner Führung wurde die Zeitung durch drastische Sparmaßnahmen wirtschaftlich saniert und durch den 1969 erfolgten Börsengang finanziell abgesichert. Gegen die Widerstände von Skeptikern setzte er die Einführung neuer Rubriken wie Lokales, Sport und Lebensstil sowie den Wechsel von Schwarz-Weiß auf Farbe durch.
1964 wurde mit dem Sieg der Zeitung im Rechtsstreit New York Times Co. v. Sullivan vor dem Obersten Gerichtshof der Vereinigten Staaten ein grundlegendes Urteil zur Pressefreiheit in den Vereinigten Staaten erreicht. 1971 entschloss sich Sulzberger zur Veröffentlichung der Pentagon Papers, geheimer Dokumente des US-Verteidigungsministeriums, die die Öffentlichkeit über Falschaussagen der Regierung zum Vietnamkrieg in Kenntnis setzte und für die die Zeitung 1972 mit einem Pulitzer-Preis ausgezeichnet wurde. Insgesamt erhielt das Blatt in der Amtszeit Sulzbergers 31 Pulitzer-Preise.
Arthur Ochs Sulzbergers Sohn Arthur Ochs Sulzberger Jr. wurde 1992 sein Nachfolger als Herausgeber der New York Times und 1997 als Präsident der Times Company.
Sulzberger verstarb am 29. September 2012 nach langer Krankheit im Alter von 86 Jahren.

## Ehrungen
Sulzberger wurde 1988 in die American Academy of Arts and Sciences gewählt. Die Newspaper Association of America (NAA) ehrte ihn 2005 für sein Lebenswerk mit dem Katharine Graham Lifetime Achievement Award.